# Ultimatumspillet
Ultimatumspillet er et spil med to deltagere. Den første spiller vælger hvordan en sum penge skal fordeles mellem sig selv og en anden spiller, og den anden spiller kan så vælge om han vil acceptere denne fordeling eller om han vil afvise tilbuddet, så ingen af dem tjener noget.
Hvis spiller 2 er ubetinget selvisk og samtidig rationel, vil han acceptere at blive tilbudt en mindre sum. Hvis spiller 1 også er ubetinget selvisk og samtidig rationel, og véd at spiller 2 også er det, vil vedkommende derfor tilbyde spiller 2 så lidt som muligt, men dog mere end 0, så han selv får så meget som muligt.
Forsøg viser, at man i mange kulturer på uselvisk vis vælger at dele lige over, og at tilbud på under 20% ofte bliver afvist. Forsøg med diktatorspillet har givet lignende resultater. Dette bliver brugt som argument mod forestillingen om Homo economicus, som er en idé om, at mennesket skulle været ubetinget selvisk.